# Vlag van Blokzijl

Vlag van Blokzijl (tot 1973)
(Volgens Sierksma)

Vlag van Blokzijl (tot 1973)
Historisch

De vlag van Blokzijl werd nimmer officieel vastgesteld, maar werd wel gebruikt als de gemeentelijke vlag van de Overijsselse gemeente Blokzijl. Op 1 januari 1973 werd de gemeente opgeheven en ging op in Brederwiede en IJsselham. Hierdoor kwam de gemeentevlag te vervallen. Sinds de gemeentelijke herindeling van 1 januari 2001 maakt Blokzijl deel uit van de gemeente Steenwijkerland

## Beschrijving
De beschrijving luidt: 
Vier evenhoge banen van zwart, geel, wit en blauw.
De kleuren zijn ontleend aan het gemeentewapen. Volgens Visser verleende prins Maurits aan Blokzijl het recht tot het voeren van een vlag, waarschijnlijk in 1609. Deze vlag is gelijk aan de gemeentevlag, maar met de kleuren in omgekeerde volgorde.

## Verwant symbool

Wapen van Blokzijl

Ambt Delden 
· Avereest 
· Bathmen 
· Blokzijl 
· Brederwiede 
· Den Ham 
· Denekamp 
· Diepenheim 
· Diepenveen 
· Genemuiden 
· Goor 
· Gramsbergen 
· Hasselt 
· Heino 
· Holten 
· IJsselham 
· IJsselmuiden 
· Markelo 
· Nieuwleusen 
· Noordoostpolder 
· Olst 
· Ootmarsum 
· Rijssen 
· Stad Delden 
· Steenwijk 
· Steenwijkerwold 
· Urk 
· Vollenhove 
· Vriezenveen 
· Wanneperveen 
· Weerselo
· Wijhe 
· Zwartsluis 
· Zwollerkerspel